# Antoine Raspal
Antoine Raspal (1738 – 1811) var en fransk maler fra Arles.

## Biografi
Antonie Dedieu blev født ind i en kunstnerfamilie. Faderen var amatørmaler og morfaderen var billedhuggeren Pons Dedieu, bror til den kendte billedhugger Jean Dedieu. Han var ved og kollega med maleren Guillaume de Barrême de Châteaufort, hvis elskerinde Catharine Raspal desuden var Antonie’s søster. I 1760 fødte Catharine sønnen Jacques Réattu – selv en kommende maler og vinder af Prix de Rome – og Antonie forlod Ares for at slutte sig til Académie royale de peinture et de sculpture, hvor han var elev af Jean-Jacques Le Barbier. I 1775 døde Guillaume og Antonie vendte tilbage til Arles, hvor han understøttede sin søster og varetog hendes søns undervisning. Henimod slutningen af sit liv havde Antonie stort set mistet interessen for maleriet – sandsynligvis fordi han ikke derigennem kunne skabe en levevej. Efter 1786 malede han næsten intet. I 1800 tog han en stilling som dommer i Arles. Han døde i Arles i 1811.

## Arbejde
Antonie’s stil, modsat tidens strømninger, vendte sig ikke mod oldtidens kunst. Han malede kompositioner af religiøs inspiration, primært med tilknytning til det lokale liv, og især kostumer fra Arles. Hans værker findes hovedsageligt i museer i Provence i det privateje. Museet musée Réattu i Arles har flere billeder, heriblandt hans mesterværk: Syværksted i Arles (Atelier de couture à Arles) malet omkring 1760.

### Hovedværker
- musée Réattu (Arles) : Selvportræt, syværksted, egen familie
- Museon Arlaten (Arles): Portræt af en dame, Skive bro tilslutning
- musée Granet (Aix-en-Provence): Unge Arles med den gamle kostume
- musée Grobet-Labadié (Marseille) : To portrætter af en dame